# Nederlands landskampioenschap voetbal 1907/1908
Dvacátý ročník Nederlands landskampioenschap voetbal 1907/1908 (česky: Nizozemské fotbalové mistrovství) se účastnilo opět 17 klubů, které byli rozděleny do ve dvou skupin (Východní a Západní). Vítězové skupin odehrály tři zápasy o titul. Titul získal poprvé v klubové historii HV & CV Quick, který porazil ve finále Koninklijke UD 1:1, 3:3 a 4:1.